# نقطة ثابتة تكرارية
نقطة ثابتة تكرارية (بالإنجليزية: Fixed-point iteration)‏ تستخدم هذه الطريقة التكرارية لحل المعادلات و تتميز بأنها لا تتطلب حساب قيم أي مشتقات كما في طريقة نيوتن حيث لحل المعادلة {\displaystyle f(x)=0} نحتاج إلى حساب قيمة مشتقة الدالة {\displaystyle {f}} عند كل خطوة.

## فكرة هذه الطريقة
تُعرف النقطة الثابتة لدالة بأنها القيمة التي لا تتغير عندها الدالة {\displaystyle g(p)=p} ولحل معادلة ما {\displaystyle f(x)=0} بطريقة النقطة الثابتة نضع أولًا المعادلة في الصورة {\displaystyle x=g(x)} حيث {\displaystyle g} دالة في {\displaystyle x} والواقع أنه يمكن وضع أي معادلة {\displaystyle f(x_{0})=0} في هذه الصورة الخاصة المذكورة بعدد لا نهائي من الطرق . فمثلًا الدالة {\displaystyle f(x)=x^{3}-2x-5} نستطيع كتابتها كالتالي : 
{\displaystyle x^{3}-2x-5=0}
{\displaystyle x=(2x-5)^{1 \over 3}=g_{1}(x)}
أو {\displaystyle x={{-5+x^{3}} \over 2}=g_{2}(x)}
أو {\displaystyle x={5 \over {x^{2}-2}}=g_{3}(x)}
ويتم اختيار صيغة من الصيغ الخاصة {\displaystyle x=g(x)} بحيث يؤدي حلها بطريقة النقطة الثابتة إلى التباعد أو التقارب حسب اختيار الدالة كما سيوضح في النظرية .
نفترض أن لدينا معادلة على الصورة {\displaystyle x=g(x)} و لنبدأ بقيمة قريبة من الجذر و لتكن {\displaystyle x=x_{0}} ثم نكون المتتالية من تقريب المتتابعة {\displaystyle x_{n+1}=g(x_{n});n=0,1,2,......} ومن الواضح أنه إذا كانت لهذه المتتالية {\displaystyle x_{0},x_{1},x_{2}} نهاية {\displaystyle {\xi }}  فإن {\displaystyle {\xi }}  يكون جذرًا للمعادلة {\displaystyle x=g(x)} و ذلك لأن {\displaystyle {\xi }=g({\xi })} .
مالذي يضمن وجود النقطة الثابتة ؟! و كيف أستطيع تحديد دالة تقاربية ؟! سيوضح ذلك النظرية التالية . نظرية (1)
1. إذا كانت ل دالة و {\displaystyle g\in C[a.b]} أي دالة متصلة و قابلة للاشتقاق وَ {\displaystyle g(x)\in C[a.b]} لأي قيمة {\displaystyle x\in C[a.b]} فإن الدالة {\displaystyle {g}} نقطة ثابتة على الأقل .
2. بالإضافة إلى أن {\displaystyle g'(x)} موجودة في {\displaystyle (a,b)} و العدد الموجب {\displaystyle k,k<1} موجود و يحقق أن {\displaystyle |g'(x)|\leq k,\forall x\in (a,b)} فإنه يوجد بالضبط نقطة واحدة في

{\displaystyle [a.b]}
البرهان : 
1. إذا كانت {\displaystyle g(b)=b} وَ {\displaystyle g(a)=a} حيث أن {\displaystyle a,b} نقط ثابتة .

نفترض أن {\displaystyle g(a)\neq a} وَ {\displaystyle g(b)\neq b}
{\displaystyle g(a)>a,g(b)<b{\Leftarrow }}
{\displaystyle h(x)=g(x)-x,h\in C[a,b]}
{\displaystyle h(a)=g(a)-a>0}
{\displaystyle h(b)=g(b)-b<0}
و باستخدام نظرية القيمة المتوسطة نحصل على :
{\displaystyle \exists c\in [a,b]} بحيث أن {\displaystyle h(c)=0}
{\displaystyle h(c)=g(c)-c{\Leftarrow }}
{\displaystyle g(c)=c{\Leftarrow }}
{\displaystyle {c}{\Leftarrow }} نقطة ثابتة
1. {\displaystyle {g'}} موجودة و يوجد عدد موجب {\displaystyle {k}} بحيث أن : {\displaystyle |g'(x)|\leq k<1}

من نظرية القيمة المتوسطة نفترض أن {\displaystyle {p},{q}} نقطتين ثابتتين {\displaystyle \exists {\xi }\in (p,q)\subseteq [a,b]{\Leftarrow }}
{\displaystyle g'({\xi })={{g(q)-g(p)} \over {q-p}}}
{\displaystyle g(q)-g(p)=(q-p)g'({\xi }){\Leftarrow }}
{\displaystyle |g(q)-g(p)|=|(q-p)g'({\xi })|{\Leftarrow }}
{\displaystyle |g(q)-g(p)|=|(q-p)||g'({\xi })|{\Leftarrow }}
{\displaystyle |q-p|<|q-p|{\Leftarrow }} وهذا يؤدي إلى تناقض إذًا يوجد لدالة {\displaystyle {g}} نقطة ثابتة وحيدة .

## نظرية (2)
بالإضافة إلى الشروط السابقة في النظرية (1) {\displaystyle {g'}} موجودة في {\displaystyle (a,b)} و الثابت {\displaystyle 0<k<1} بحيث {\displaystyle |g'(x)|\leq k\forall x\in (a,b)} فإنه يوجد عدد {\displaystyle {p_{0}}}
{\displaystyle [a,b]} بحيث المتتابعة معرفة كالتالي {\displaystyle {x_{n}}=g({x_{n-1}});n\leq 1} هذه المتتابعة تقاربية و تقترب من النقطة الثابتة الوحيدة .
نستفيد من إضافة هذا الشرط في النظرية (2) لمعرفة ما إذا كانت الدالة {\displaystyle {g}} المختارة تقاربية .

## حدود الخطأ
نتيجة :
عند تحقق الشروط في نظرية (1) و نظرية (2) فإن حدود الخطأ الناتجة من استخدام {\displaystyle {x_{n}}} لتقريب إلى {\displaystyle {x}} تعطى بالعلاقة التالية :
{\displaystyle |{x_{n}}-x|{\leq {k^{n}}}{max[{x_{0}}-a,b-{x_{0}}]}}
و أيضًا
{\displaystyle |{x_{n}}-x|\leq {{k^{n}} \over {1-k}}|{x_{1}}-{x_{0}}|\forall n\geq 1}

## تقارب طريقة النقطة الثابتة
لإيجاد علاقة تعطي الخطأ {\displaystyle {\epsilon _{n+1}}} بدلالة {\displaystyle {\epsilon _{n}}} : نفترض أن {\displaystyle {\xi }} هي القسمة المضبوطة للجذر إذًا :
{\displaystyle {x_{n}}={\xi }+{\epsilon _{n}}}
{\displaystyle {x_{n+}}={\xi }+{\epsilon _{n+1}}}
وبالتعويض في صيغة النقطة الثابتة : {\displaystyle {x_{n+1}}=g(x_{n})}
نحصل على {\displaystyle {\xi }+{\epsilon _{n+1}}=g({\xi }+{\epsilon _{n}})}
{\displaystyle {\epsilon _{n+1}}=g({\xi }+{\epsilon _{n}})-{\xi }}
و بما أن 
{\displaystyle {\xi }} هي القسمة المضبوطة للجذر، أي أنها تحقق المعادلة {\displaystyle g(x)=x}
إذًا {\displaystyle {\xi }=g({\xi })}
إذًا {\displaystyle {\epsilon _{n+1}}=g({\xi }+{\epsilon _{n}})-g({\xi })}
و بتطبيق نظرية القيمة المتوسطة نجد أن :
{\displaystyle {\epsilon _{n+1}}={\epsilon _{n}}.g'({\eta _{n}});{\eta _{n}}\in ({\xi },{{\xi }+{\epsilon _{n}}})}
{\displaystyle |{\epsilon _{n+1}}|=|{\epsilon _{n}}|.|g'({\eta _{n}})|}
بالتالي يكون شرط التقارب {\displaystyle |g'({\eta _{n}})|<1,\forall n}

## خطوات طريقة النقطة الثابتة
1. نضع {\displaystyle f(x)=0}
2. {\displaystyle f(x)=0{\Rightarrow }g(x)=x}
3. وضع قيمة ابتدائية و لتكن {\displaystyle {x_{0}}}
4. {\displaystyle {x_{n}}=g({x_{n}}-1)} ومن ثم نكرر هذه الخطوة إلى الوصول إلى معيار التوقف المطلوب .

مثال :
1. أثبت أنه يوجد نقطة ثابتة وحيدة لدالة {\displaystyle f(x)=x^{3}-2x-5} .
2. ثم استخدم طريقة النقطة الثابتة لإيجاد جذر الدالة في الفترة {\displaystyle [2,3]} وحيث أن مقدار الخطأ {\displaystyle {\epsilon }=10^{-5}}

الحل : 
1. نختار {\displaystyle f(x)=0}

{\displaystyle x^{3}-2x-5=0}
{\displaystyle x=(2x-5)^{1 \over 3}}
{\displaystyle g(x)=(2x-5)^{1 \over 3}}
نختبرنظرية (1)
{\displaystyle g(2)=2.08\in [2,3],g(3)=2.22\in [2,3]}
ندرس تزايد أو تناقص الدالة لمعرفة أعلى قيمة
{\displaystyle g'(x)={2 \over 3}(2x-5)^{-2 \over 3}}
إذًا هذه الدالة تزايدية مهما أخذت قيمة ل 
{\displaystyle {x}} 
في الفترة 
{\displaystyle [2,3]}
{\displaystyle g''(x)={-4 \over 9}{(2x-5)}^{-5 \over 3}{<0}}
و 
{\displaystyle {g'}} تناقصية في هذه الفترة
{\displaystyle {g''(2)}={0.23},{g''(3)}={0.2}}
وهذا يعني أن أعلى قيمة لدالة {\displaystyle {g'}} 
عند {\displaystyle g''(2)=0.23}
{\displaystyle |g'(x)|<0.23}
إذًا يوجد نقطة ثابتة ووحيدة في الفترة {\displaystyle [2,3]}
1. نفترض أن {\displaystyle x_{0}=2.5}

{\displaystyle x_{1}=f(2.5)=2.2544346}
{\displaystyle x_{2}=2.1036120}
{\displaystyle x_{3}=2.0959274}
{\displaystyle x_{4}=2.0947605}
{\displaystyle x_{5}=2.0945832}
{\displaystyle x_{6}=2.0945563}
{\displaystyle x_{7}=2.0945522}
{\displaystyle |{x_{7}}-{x_{6}}|=|2.0945563-2.0945522|=4.1\times 10^{-6}<10^{-5}}